# Volksbühne

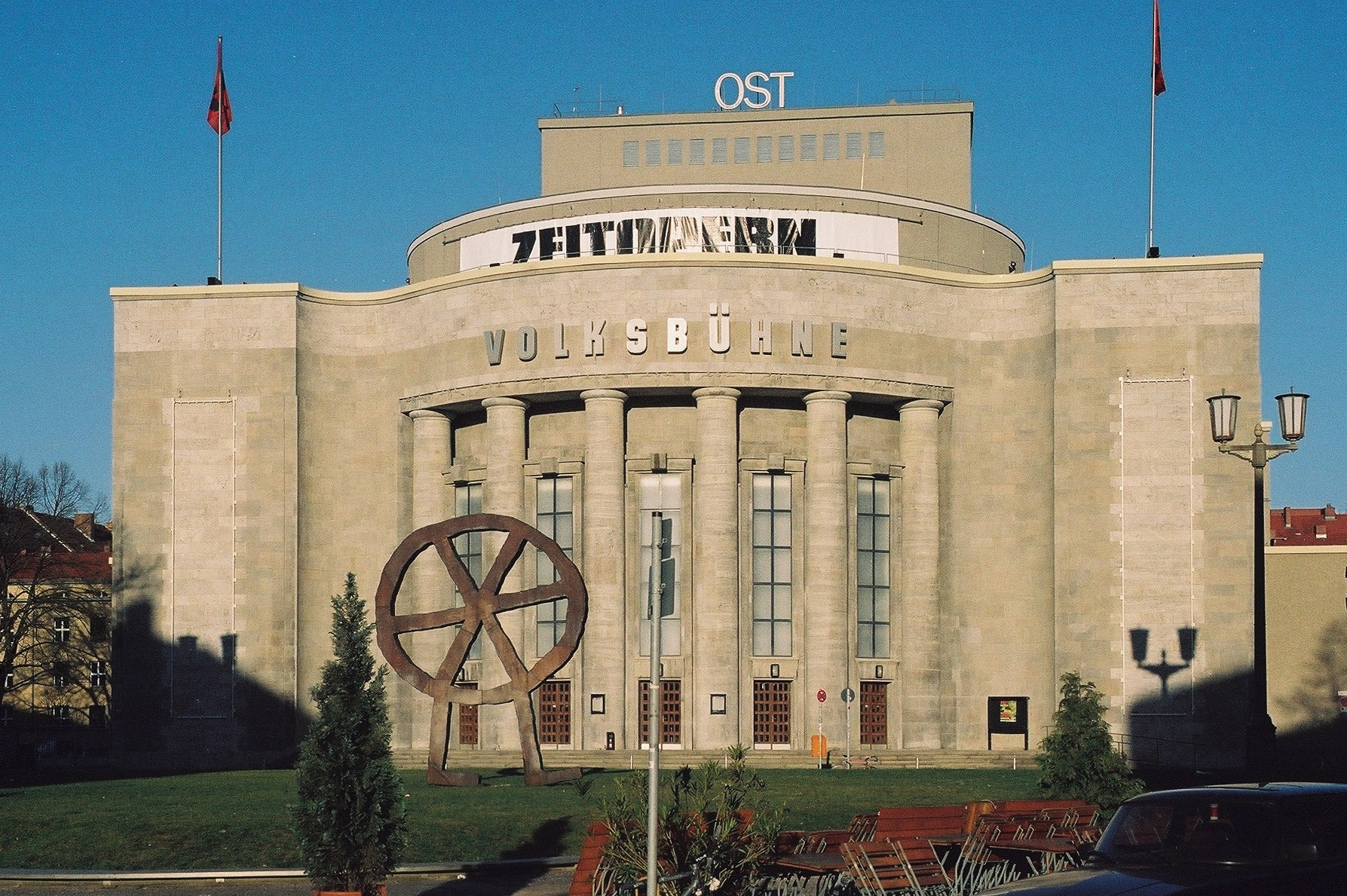
Volksbühne, Berlín.

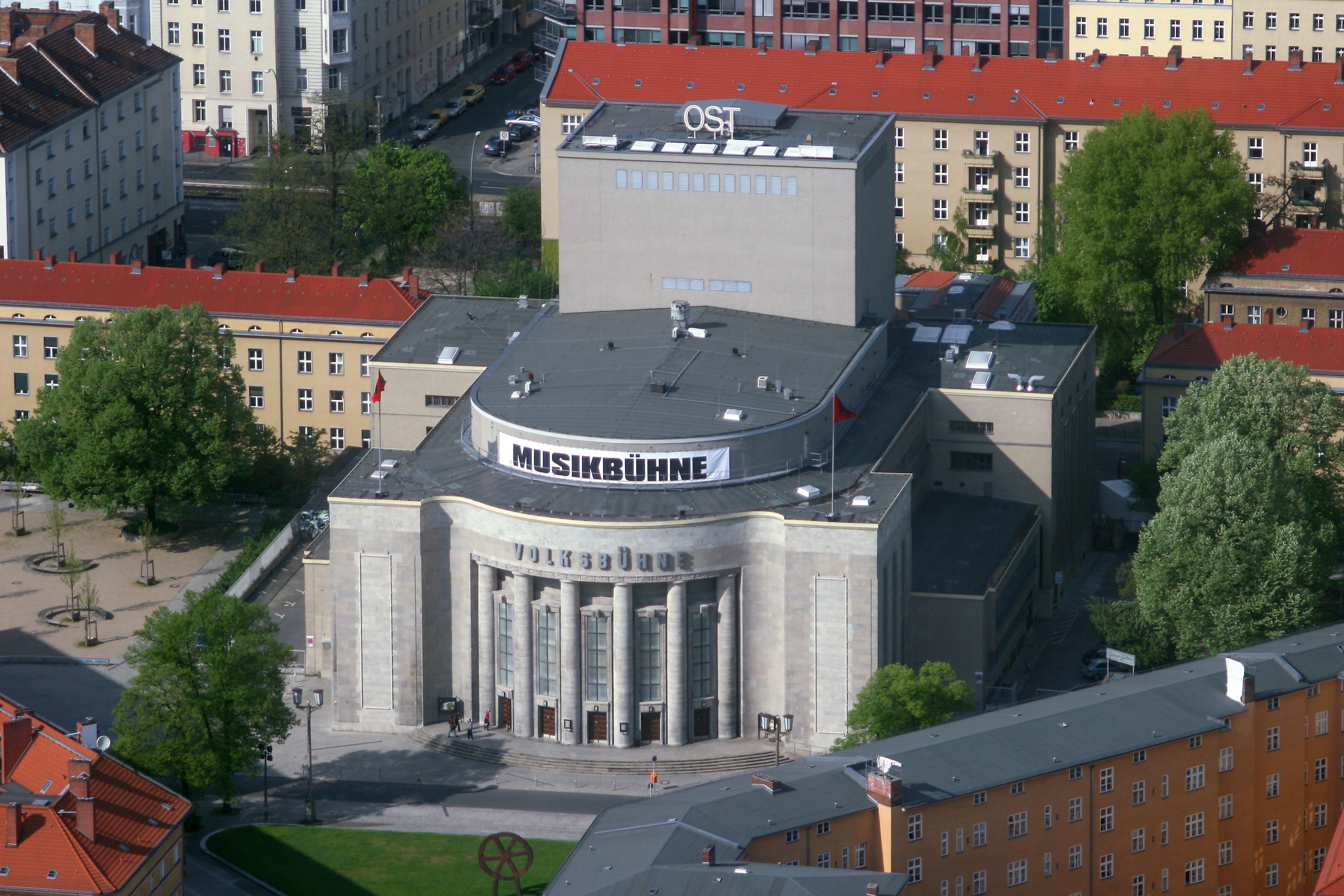

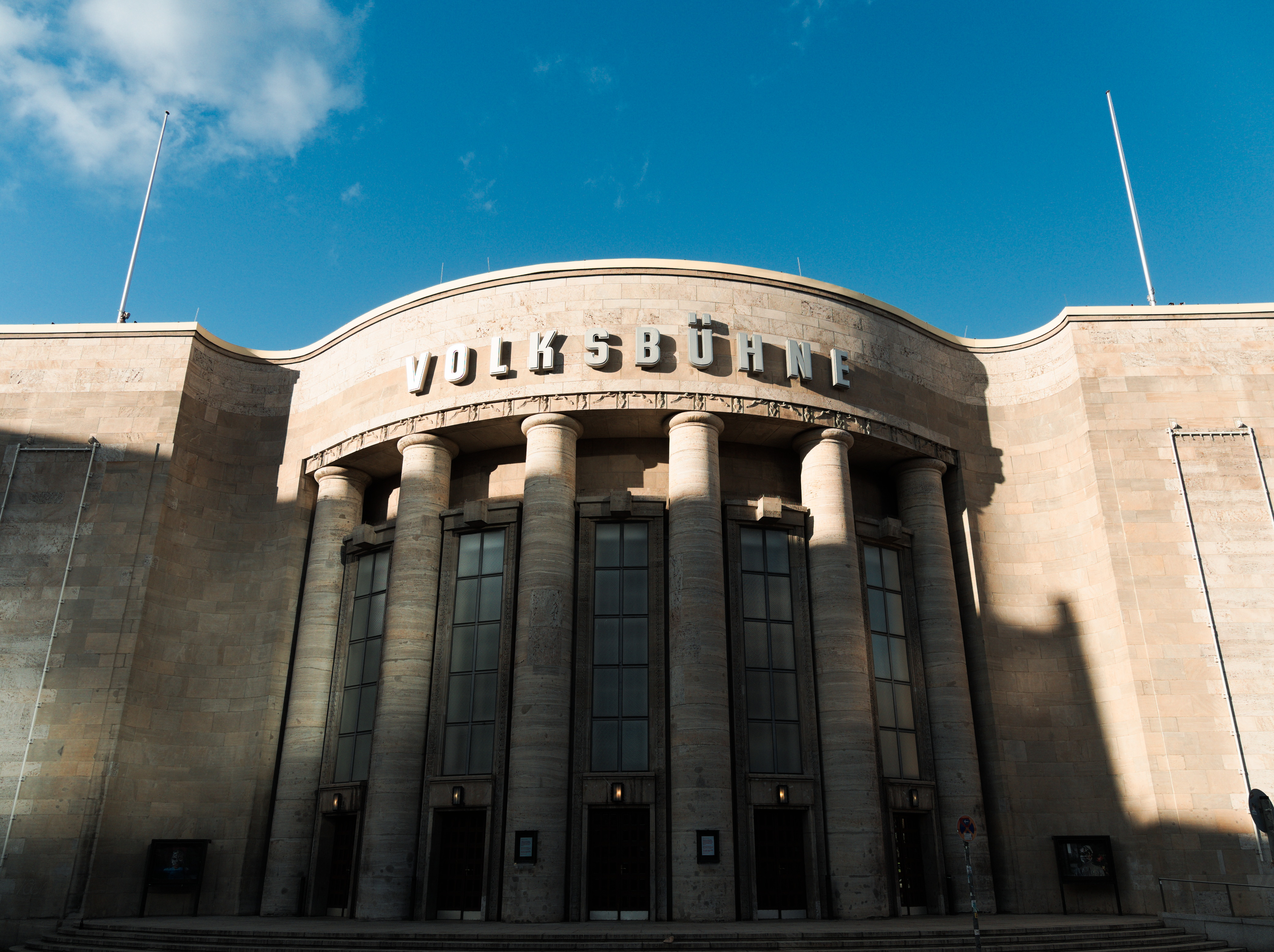
Fachada del Volksbühne en 2021.

El Volksbühne Berlin (en alemán, Teatro del pueblo), o Volksbühne am Rosa-Luxemburg-Platz, es un teatro de Berlín, la capital de Alemania. Está localizado en el céntrico barrio Mitte sobre la Plaza Rosa Luxemburgo y ortogonal a la calle del mismo nombre, antaño pertenecientes a la zona oriental de la ciudad. Fue inaugurado en 1914 y reconstruido en los años 1950. Tiene capacidad para 800 personas. 

## Historia
Su origen se remonta la organización "Freie Volksbühne" de 1892. Fue construido entre 1913 y 1914 con diseños de Oskar Kaufmann y esculturas de Franz Metzner. En la fachada tiene una inscripción que dice "Die Kunst dem Volke" ("Arte para el pueblo"). 
Fue inaugurado el 30 de diciembre de 1914 y el director de cine Max Reinhardt fue su primer director. Ocupó el cargo hasta 1918.
El edificio resultó muy dañado durante los bombardeos de la Segunda Guerra Mundial. Tras la división de la ciudad, quedó en la zona oriental.
Fue reconstruido entre 1950 y 1954 siguiendo el diseño del arquitecto Hans Richter. Desde entonces, tiene capacidad para ochocientas personas.
Desde 1992 y durante más de 20 años lo dirigió Frank Castorf. En 2015, la alcaldía de Berlín anunció que en 2017 lo reemplazaría Chris Dercon. Desde septiembre de ese año, activistas de izquierda ocuparon el teatro para evitar que este tomara posesión de su cargo.